# L’Armentera

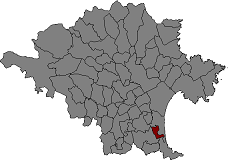
Położenie gminy na mapie comarki Alt Empordà.

L’Armentera (hiszp. La Armentera) – gmina w Hiszpanii,  w Katalonii, w prowincji Girona, w comarce Alt Empordà.
Powierzchnia gminy wynosi 5,60 km². Zgodnie z danymi INE, w 2006 roku liczba ludności wynosiła 770, a gęstość zaludnienia 137,5 osoby/km². Wysokość bezwzględna gminy równa jest 7 metrów.
| 1991 | 1996 | 2001 | 2004 | 2005 | 2006 |
| ---- | ---- | ---- | ---- | ---- | ---- |
| 743  | 749  | 742  | 738  | 765  | 770  |